# Учење са вршњацима
Учење са вршњацима је образовна стратегија путем које ученици комуницирају са другим ученицима како би постигли едукативне циљеве. Било да се одвија у оквиру школских установа или ван њих (формално и неформално учење), у мањим групама или онлајн, учење са вршњацима се огледа у бољој самоорганизацији која је одсутна код већине традиционалних педагошких пракси подучавања и учења. 
У том контексту, може се поредити са праксама под именом кооперативно учење. Са друге стране, неке савремене студије о учењу са вршњацима нису конкретно одредиле границе и дефинишу овај начин учења као начин "да се научи од свих, за све, о скоро свему". 

#### Предности:
- омогућава интеракцију међу учесницима;
- олакшава комуникацију учитеља и ученика;
- олакшава разумевање градива.

## Повезаност са осталим стратегијама

### Конструктивизам
У својој књизи из 1916. године, Демократија и едукација, Џон Дјуи наводи: "Под едукацијом се не мисли само на говорити и саслушати изговорено, већ се мисли и на активан и конструктиван процес". У свом есеју, Искуство и едукација, Дјуи се детаљно бави науком о развоју деце, успостављајући основну конструктивистичку теорију, према којој знање настаје путем искуства, односно преноси се са једне на другу особу уз помоћ памћења. Психолог Лав Виготски, који је развио концепт Зоне наредног развоја, био је још један присталица конструктивистичке теорије: његова књига, Мисли и учење, доказује да ученици постижу бољи и приметнији успех путем колаборативног учења, него путем самосталног рађења вежби. 
Три карактеристике конструктивистичке теорије су:
- Учење се догађа у контексту који је део онога што се учи;
- Знати и делати се не може раздвојити;
- Учење је процес који траје одређено време.

Сасвим очигледно, ово су одредбе веома значајне и када се ради о друштвеним односима, с обзиром да учесници раде на пројектима или задацима који подразумевају тимски рад или неки други начин сарадње. 
Професорка едукативне психологије, Алисон Кинг, у свом делу Promoting Thinking Through Peer Learning, објашњава да су вежбе учења са вршњацима веома једноставне, на пример као када ученици појашњавају одређену материју једни другима, што опет доказује дату теорију социјалног конструктивизма. Чин подучавања захтева да ученици "разјасне, развију и измене контекст материје". Џос Вин, у свом чланку из 2011. године Estudiante como productor предлаже да школе поново дефинишу однос професор-студент, како би се ускладио са датом конструктивистичком теоријом. 
Уопштено говорећи, метода учења са вршњацима се може прилагодити методама учења путем истраживања; међутим, она чешће испољава конструктивистичке идеје на мање формалан начин, када се учење и сарадња примењују на решавање неког реалног заједничког проблема. 

#### Критичка педагогија
Критичка педагогија укључује ученике и наставнике у анализу и критику структура које их окружују. Најутицајнији научник у развоју овог поља био је Пауло Фреире, чија књига Педагогија потлачених описује традиционални образовни оквир као "систем банкарства" у којем се ученици третирају као празне посуде које треба напунити знањем и концептима. Уместо тога, Фреире заступа уравнотеженији однос између учитеља и ученика, где се информације преиспитују и постављају у политички контекст, а сви присутни у учионици заједно раде на стварању знања. 